# Krywałd (Brusiek)
Krywałd (niem. Grünwald) – część wsi Brusiek w Polsce, położona w województwie śląskim, w powiecie lublinieckim, w gminie Koszęcin.
W latach 1975–1998 Krywałd administracyjnie należał do województwa częstochowskiego.